# 高須千佳子
高須 千佳子（たかす ちかこ、1980年 - ）は兵庫県川西市出身の女性タレント。以前はオフィスキイワードに所属していた。神戸学院女子短期大学卒業。身長167cm。

## 人物
- 学生時代は演劇部に所属。高い声から低い声に至る多彩な声を出すことができる。
- 特技は空手、短距離走というスポーツウーマン。
- 特に空手は、大会の優勝経験もあり、タレント業の傍ら、大阪府内にある道場で指導員を務めるほどの腕前である。
- 趣味は特技とは対照的に人形集め、アロマテラピーと女性的である。

## 主な出演
- 関西地区内で行われる各種イベントのMC
- 「春咲きコンサート」
- 多田神社’00　源氏まつり　武家姫役

## 余談
- セント・フォースに所属するタレント高樹千佳子と一字違いである。